# Nils Asther

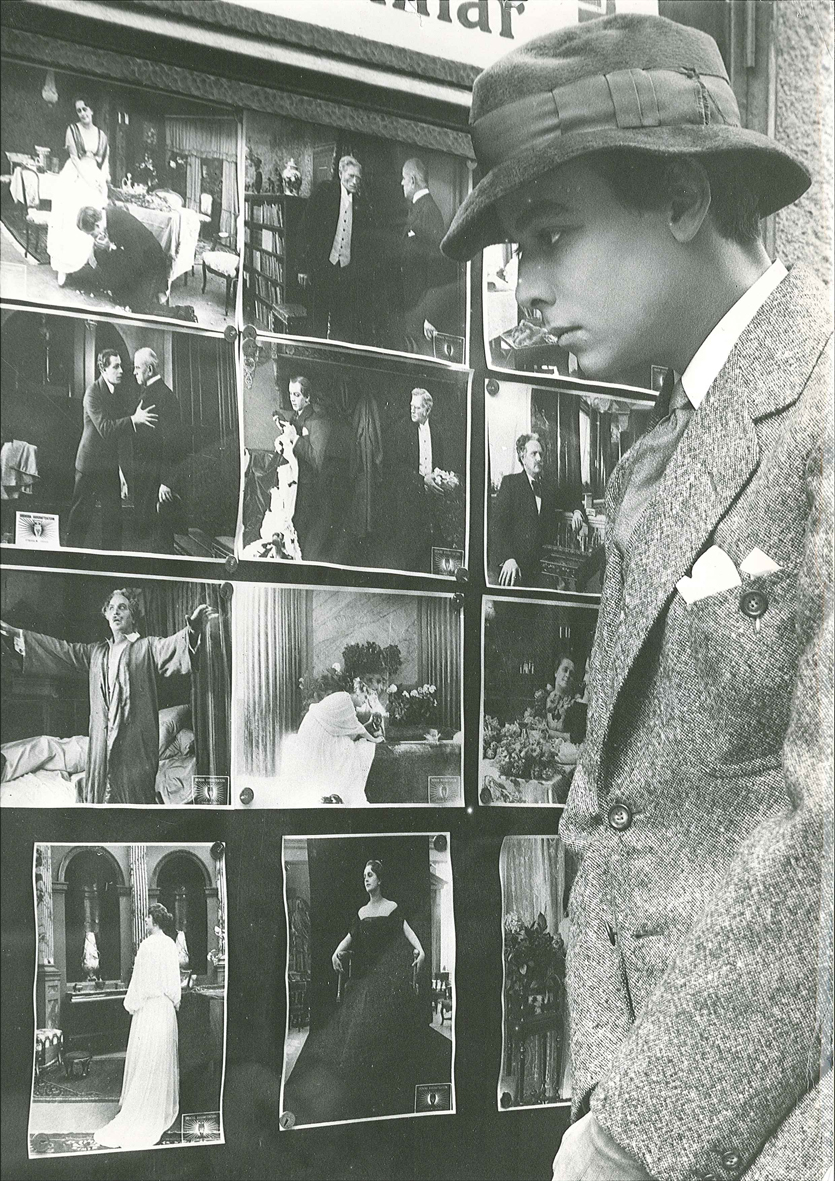
Nils Asther i sin första filmroll, Mauritz Stillers Vingarne 1916.

Nils Anton Alfhild Asther, född 17 januari 1897 i Sankt Matthæus församling i Köpenhamn, död 13 oktober 1981 i Farsta i Stockholm, var en svensk skådespelare inom film och teater. 

## Biografi
Nils Asther föddes utanför äktenskapet av Hildegard Augusta (Hilda) Åkerlund (född 3 november 1869, som 29 maj 1898 i Sankt Petri kyrka, Malmö gifte sig med Nils biologiska far Anton Andersson Asther, född 21 februari 1865). Nils Asther hade en halvbror, Gunnar Anton Asther (född 4 mars 1892); de hade samma far.
Nils Asther upptäcktes av Mauritz Stiller, som en roll i Vingarne 1916. Som en av Stillers favoriter dröjde det inte länge innan erbjudanden om filmroller började komma. Efter studierna engagerades han vid teatrar i Köpenhamn. 1923 inledde han en karriär som filmskådespelare i Tyskland.
Efter att ha arbetat med Victor Sjöström i Sverige och Michael Curtiz i Tyskland flyttade han 1927 till Hollywood på deras rekommendation. Bland hans motspelare märks Greta Garbo, Pola Negri och Joan Crawford. Nils Asther medverkade i drygt 70 filmer, varav 16 stumfilmer. Han återkom till Sverige 1958 och kom att göra ytterligare några film- och teaterroller i Sverige. Vid sidan av film och teater ägnade han sig åt måleri.

### Äktenskap
1927 lämnade han Europa för Hollywood, där hans första film blev Onkel Toms skyddslingar (Topsy and Eva). Under inspelningen lärde han känna systrarna Duncan (en) som var välkända varietéartister, och 1930 ingick han i ett kort skenäktenskap med Vivian Duncan. Giftermålet ägde rum i Reno, Nevada den 2 augusti 1930 – ett par dagar efter ett mycket offentligt bråk där Vivian Duncans tidigare fästman, skådespelaren Rex Lease, påstods ha misshandlat henne.
Tillsammans fick de ett barn, Evelyn Asther Duncan, som i media kallades "den internationella babyn" på grund av sin svenska far, amerikanska mor och bayerska födelse. Dotterns nationalitet debatterades och Nils erbjöd sig att ansöka om amerikanskt medborgarskap om det skulle lösa problematiken med att få sin dotter till USA. 
Redan från början visades deras äktenskap vara stormigt för att sluta i en infekterad skilsmässa där Vivian Duncan fick vårdnaden om dottern.

### Homosexualitet
Filmindustrin under 1920-talet accepterade homosexuella skådespelares sexuella läggning under förutsättning att de förblev diskreta. Asther hade en långvarig relation med skådespelaren/stuntmannen och sjömannen Ken DuMain (1923–2001).

### Död
Nils Asther avled vid 84 års ålder och är gravsatt i Hotagen i Jämtland, där Asther hade önskat att få bli begravd efter att hans vän, Hotagenbon Iwo Wiklander, en gång visat honom kyrkogården.

## Eftermäle
Nils Asthers memoarer Narrens väg – Ingen gudasaga publicerades postumt 1988 och hade sammanställts med förord av Uno "Myggan" Ericson. Efterordet är skrivet av Iwo Wiklander. Den del som är skriven av Nils Asther täcker åren mellan hans födelse och ankomsten till Sverige efter åren i Hollywood, 1958.
För sitt bidrag till filmindustrin har Nils Asther en stjärna på Hollywood Walk of Fame på 6705 Hollywood Boulevard.

## Filmografi (urval)
- 1916 – Vingarne
- 1918 – Himmelsskeppet
- 1920 – Gyurkovicsarna
- 1922 – Vem dömer
- 1923 – Norrtullsligan
- 1924 – Carl XII:s kurir
- 1927 – Onkel Toms skyddslingar (Topsy and Eva)
- 1928 – Our Dancing Daughters
- 1928 – Skratta Pajazzo
- 1929 – Vilda orkidéer
- 1929 – Hollywood-revyn 1930
- 1929 – En kvinnas moral
- 1933 – Storm i daggryningen
- 1933 – Kinesflickans hämnd
- 1934 – Det geniala brottet (The Crime Doctor)
- 1941 – Blindflygning (Flying Blind)
- 1942 – Night Monster
- 1944 – I skuggan av Notre Dame
- 1945 – Lassies son
- 1960 – När mörkret faller
- 1961 – Svenska Floyd
- 1962 – Vita frun
- 1963 – Gudrun

## Teater

### Roller (ej komplett)
| År   | Roll                                    | Produktion | Regi             | Teater |
| ---- | --------------------------------------- | --- | ---------------- | --- |
| 1918 | Grumoff                                 | För Drottningen (pjäsen som är en komedi, köpt från författaren) Adore Villangi (uppgivna författarnamnet misstänkt likt konstdanserskan Adorée Via Villany som uppehöll sig i Sverige några år). | Robert Dinesen   | Hildi Waernmarks resande teatersällskap (Nils Asther anslöt till detta sällskap tillfälligt då han var ledig ifrån filmen). |
| 1921 | Mr. Montford                            | Ett ideal till man (An ideal husband) Oscar Wilde | Knut Ström       | Lorensbergsteatern |
| 1921 | (en riddarroll som fick ett bra omdöme) | Kung Lear (King Lear) William Shakespeare | Per Lindberg     | Lorensbergsteatern |
| 1921 | Riccardo Negri                          | Krig på knifven |                  | Lorensbergsteatern |
| 1921 | En rysk officer                         | Hjältar (Arms and the Man) Bernard Shaw | Per Lindberg     | Lorensbergsteatern |
| 1921 | Valentin                                | Trettondagsafton eller Hvad ni vill (Twelfth Night, or What You Will) William Shakespeare | Knut Ström       | Lorensbergsteatern |
| 1921 | Negern Boy                              | Livet i våld Knut Hamsun | Knut Ström       | Lorensbergsteatern |
| 1921 | (Odefinierad roll)                      | Otello (Othello) William Shakespeare | Per Lindberg     | Lorensbergsteatern |
| 1921 | George, son till Fabrége                | Ur leken (Les ailes bricées) Pierre Wolff | Per Lindberg     | Lorensbergsteatern |
| 1922 | Max Hamelin                             | Bröllopsdagar (Les Noces d'argent) Paul Géraldy | Per Lindberg     | Lorensbergsteatern |
| 1923 | Lord Brocklehurst                       | Den beundrandsvärde Crichton (The Admirable Crichton) J. M. Barrie | Karl Hedberg     | Dramaten |
| 1924 | Merriman                                | Mister Ernest (The Importance of Being Earnest) Oscar Wilde | Gustaf Linden    | Dramaten |
| 1924 | Andre ädlingen                          | Othello William Shakespeare | Olof Molander    | Dramaten |
| 1953 | André Cornelis                          | The Strong Are Lonely Fritz Hochwälder | Margaret Webster | Broadhurst Theatre, New York                                                                                                |
| 1961 |                                         | Vänta så vackert Axel Strindberg | Anders Ångström  | Alléteatern |